# Campeonato Mundial de Atletismo Juvenil de 2015
O Campeonato Mundial de Atletismo Juvenil de 2015 foi a 9ª edição do campeonato bienal organizado pela Federação Internacional de Atletismo (IAAF) em Cali, na Colômbia, entre 15 e 19 de julho de 2015, para atletas classificados como juvenis com idade entre 16 e 17 anos em 31 de dezembro de 2015 (nascidos entre 1998 e 1999). O evento contou com a presença de 1.220 atletas sendo de 151 nacionalidades com um total de 39 provas disputadas. 

## Medalhistas
A longo de cinco dias de competição, 1.220 atletas disputaram 117 medalhas distribuídas em 39 provas. 
Masculino
| Evento                        | Ouro                               | Ouro      | Prata                           | Prata    | Bronze                              | Bronze   |
| 100 m                         | Abdul Hakim Sani Brown · Japão     | 10.28     | Derick Silva · Brasil           | 10.49    | Rechmial Miller · Grã-Bretanha      | 10.59    |
| 200 m                         | Abdul Hakim Sani Brown · Japão     | 20.34     | Kyle Appel · África do Sul      | 20.57    | Josephus Lyles · Estados Unidos     | 20.74    |
| 400 m                         | Christopher Taylor · Jamaica       | 45.27 WjL | Josephus Lyles · Estados Unidos | 45.46    | Keshun Reed · Estados Unidos        | 45.96    |
| 800 m                         | Willy Kiplimo Tarbei · Quênia      | 1:45.58   | Kipyegon Bett · Quênia          | 1:45.86  | Luis Fernando Pires · Brasil        | 1:48.61  |
| 1500 m                        | Kumari Taki · Quênia               | 3:36.38   | Mulugeta Assefa · Etiópia       | 3:41.10  | Lawi Kosgei · Quênia                | 3:41.43  |
| 3000 m                        | Richard Yator Kimunyan · Quênia    | 7:54.45   | Davis Kiplangat · Quênia        | 7:54.52  | Tefera Mosisa · Etiópia             | 7:55.04  |
| 110 m com barreiras           | Mattéo Ngo França                  | 13.53     | Joseph Daniels · Canadá         | 13.54    | Isaiah Lucas · Estados Unidos       | 13.54    |
| 400 m com barreiras           | Norman Grimes · Estados Unidos     | 49.11 WjL | Ryusei Fujii · Japão            | 50.33    | Masaki Toyoda · Japão               | 50.53    |
| 2000 m com obstáculo          | Vincent Kipyegon Ruto · Quênia     | 5:27.58   | Wogene Sebisibe · Etiópia       | 5:29.41  | Geofrey Rotich · Quênia             | 5:30.16  |
| Marcha atlética 10 km         | Sergey Shirobokov · Rússia         | 42.24.41  | Zhang Jun · China               | 42.33.68 | Federico Gonzalez · México          | 42.54.55 |
| Salto com vara                | Armand Duplantis · Suécia          | 5.30      | Vladyslav Malykhin · Ucrânia    | 5.30     | Emmanouil Karalis · Grécia          | 5.20     |
| Salto em distância            | Maykel Demetrio Massó · Cuba       | 8.05      | Darcy Roper · Austrália         | 8.01     | Eberson Silva · Brasil              | 7.76     |
| Salto triplo                  | Cristian Atanay Nápoles · Cuba     | 16.13     | Du Mingze · China               | 16.02    | Julio César Carbonell · Cuba        | 15.70    |
| Salto em altura               | Stefano Sottile · Itália           | 2.20 WjL  | Dmytro Nikitin · Ucrânia        | 2.18     | Darius Carbin · Estados Unidos      | 2.16     |
| Arremesso de peso (6 kg)      | Adrian Piperi · Estados Unidos     | 22.00 WjL | Szymon Mazur · Polónia          | 21.77    | Wictor Petersson · Suécia           | 21.56    |
| Lançamento de disco (1,75 kg) | Werner Visser · África do Sul      | 64.24     | Wang Yuhan · China              | 60.33    | George Evans · Grã-Bretanha         | 60.22    |
| Lançamento de martelo (6 kg)  | Hlib Piskunov · Ucrânia            | 84.91     | Mykhailo Havryliuk · Ucrânia    | 78.93    | Ned Weatherly · Austrália           | 77.60    |
| Lançamento de dardo           | Paul Jacobus Botha · África do Sul | 78.49     | Niklas Kaul · Alemanha          | 78.05    | Vladislav Palyunin · Uzbequistão    | 76.77    |
| Decatlo júnior                | Niklas Kaul · Alemanha             | 8002      | Ludovic Besson França           | 7678     | Hans-Christian Hausenberg · Estónia | 7657     |

Feminino
| Evento                        | Ouro                                 | Ouro        | Prata                                             | Prata    | Bronze                           | Bronze      |
| 100 m                         | Candace Hill · Estados Unidos        | 11.08       | Khalifa St.Fort · Trinidad e Tobago               | 11.19    | Jayla Kirkland · Estados Unidos  | 11.41       |
| 200 m                         | Candace Hill · Estados Unidos        | 22.43 WjR   | Lauren Rain Williams · Estados Unidos             | 22.90    | Nicola De Bruyn · África do Sul  | 23.38       |
| 400 m                         | Salwa Eid Naser · Bahrein            | 51.50 WjL   | Lynna Irby · Estados Unidos                       | 51.79    | Catherine Reid · Grã-Bretanha    | 52.25       |
| 800 m                         | Samantha Watson · Estados Unidos     | 2:03.54     | Gadese Ejara · Etiópia                            | 2:03.67  | Marta Zenoni · Itália            | 2:04.15     |
| 1500 m                        | Bedatu Hirpa · Etiópia               | 4:12.92 WjL | Dalila Abdulkadir Gosa · Bahrein                  | 4:13.35  | Joyline Cherotich · Quênia       | 4:15.20     |
| 3000 m                        | Shuru Bulo · Etiópia                 | 9:01.12 WjL | Emily Chebet Kipchumba · Quênia                   | 9:02.92  | Sheila Chelangat · Quênia        | 9:04.54     |
| 110 m com barreiras           | Maribel Vanessa Caicedo · Equador    | 13.04       | Brittley Humphrey · Estados Unidos                | 13.22    | Sarah Koutouan França            | 13.29       |
| 400 m com barreiras           | Sydney McLaughlin · Estados Unidos   | 55.94       | Xahria Santiago · Canadá                          | 56.79    | Brandeé Johnson · Estados Unidos | 57.47       |
| 2000 m com obstáculo          | Celliphine Chepteek Chespol · Quênia | 6:17.15     | Sandrafelis Chebet Tuei · Quênia                  | 6:19.61  | Agrie Belachew · Etiópia         | 6:34.68     |
| Marcha atlética 5 km          | Ma Zhenxia · China                   | 22:41.08    | Olga Eliseeva · Rússia                            | 22:45.09 | Ayalnesh Dejene · Etiópia        | 22:48.25    |
| Salto com vara                | Elienor Werner · Suécia              | 4.26 WjL    | Phillipa Hajdasz · AustráliaChen Qiaoling · China | 4.05     | Não premiado                     |             |
| Salto em distância            | Tara Davis · Estados Unidos          | 6.41        | Kaiza Karlén · Suécia                             | 6.24     | Maja Bedrac · Eslovênia          | 6.22        |
| Salto triplo                  | Georgiana Iuliana Anitei · Roménia   | 13.49 WjL   | Zeng Rui · China                                  | 13.04 PB | Yanna Anay Armenteros · Cuba     | 13.04       |
| Salto em altura               | Michaela Hrubá · Chéquia             | 1.90        | Ieva Turke · Letónia                              | 1.82     | Lada Pejchalová · Chéquia        | 1.82        |
| Arremesso de peso (6 kg)      | Julia Ritter · Alemanha              | 18.53       | Sophia Rivera · Estados Unidos                    | 17.93    | Kristina Rakocevic · Montenegro  | 17.49       |
| Lançamento de disco (1,75 kg) | Alexandra Emilianov · Moldávia       | 52.78       | Kristina Rakocevic · Montenegro                   | 51.41    | Samantha Peace · Austrália       | 50.59 {PB}} |
| Lançamento de martelo (6 kg)  | Sofiya Palkina · Rússia              | 67.82       | Deniz Yaylaci · Turquia                           | 67.01    | Shang Ningyu · China             | 66.84       |
| Lançamento de dardo           | Haruka Kitaguchi · Japão             | 60.35       | Stella Weinberg · Noruega                         | 57.11    | Laine Donane · Letónia           | 56.15       |
| Heptatlo júnior               | Géraldine Ruckstuhl · Suíça          | 6037        | Sarah Lagger · Áustria                            | 5992     | Alina Shukh · Ucrânia            | 5896        |

Misto
| Evento              | Ouro                                                                        | Ouro    | Prata                                                                                  | Prata   | Bronze                                                                       | Bronze  |
| Revezamento 4x400 m | Estados Unidos · Keshun Reed · Lynna Irby · Norman Grimes · Samantha Watson | 3:19.54 | África do Sul · André Nicholas Marich · Renate Van Tonder · Taylon Bieldt · Kyle Appel | 3:23.60 | Canadá · Nathan Friginette · Ashlan Best · Dean Ellenwood · Kyra Constantine | 3:23.60 |

## Quadro de medalhas

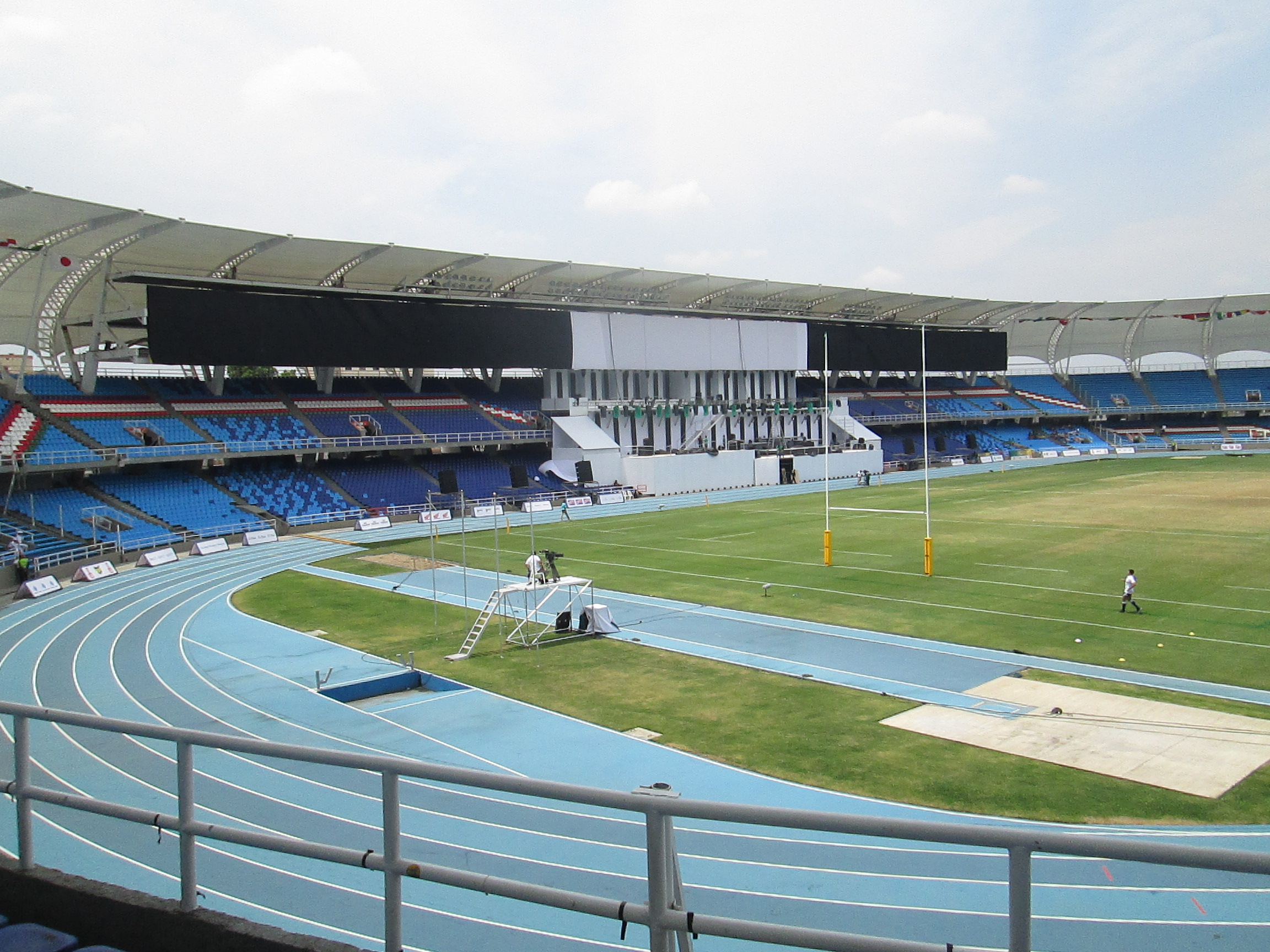
Estádio anfitrião em Cali

País sede destacado.
| Ordem | País              | Ouro | Prata | Bronze |     |
| 1     | Estados Unidos    | 8    | 5     | 6      | 19  |
| 2     | Quênia            | 5    | 4     | 4      | 13  |
| 3     | Japão             | 3    | 1     | 1      | 5   |
| 4     | Etiópia           | 2    | 3     | 3      | 8   |
| 5     | África do Sul     | 2    | 2     | 1      | 5   |
| 6     | Suécia            | 2    | 1     | 1      | 4   |
| 7     | Alemanha          | 2    | 1     | 0      | 3   |
| 7     | Rússia            | 2    | 1     | 0      | 3   |
| 9     | Cuba              | 2    | 0     | 2      | 4   |
| 10    | China             | 1    | 5     | 1      | 7   |
| 11    | Ucrânia           | 1    | 3     | 1      | 5   |
| 12    | França            | 1    | 1     | 1      | 3   |
| 13    | Bahrein           | 1    | 1     | 0      | 1   |
| 14    | Chéquia           | 1    | 0     | 1      | 2   |
| 14    | Itália            | 1    | 0     | 1      | 2   |
| 16    | Equador           | 1    | 0     | 0      | 1   |
| 16    | Jamaica           | 1    | 0     | 0      | 1   |
| 16    | Moldávia          | 1    | 0     | 0      | 1   |
| 16    | Roménia           | 1    | 0     | 0      | 1   |
| 16    | Suíça             | 1    | 0     | 0      | 1   |
| 21    | Austrália         | 0    | 2     | 2      | 4   |
| 22    | Canadá            | 0    | 2     | 1      | 3   |
| 23    | Brasil            | 0    | 1     | 2      | 3   |
| 24    | Letónia           | 0    | 1     | 1      | 2   |
| 24    | Montenegro        | 0    | 1     | 1      | 2   |
| 26    | Áustria           | 0    | 1     | 0      | 1   |
| 26    | Noruega           | 0    | 1     | 0      | 1   |
| 26    | Polónia           | 0    | 1     | 0      | 1   |
| 26    | Trinidad e Tobago | 0    | 1     | 0      | 1   |
| 26    | Turquia           | 0    | 1     | 0      | 1   |
| 31    | Grã-Bretanha      | 0    | 0     | 3      | 3   |
| 32    | Estónia           | 0    | 0     | 1      | 1   |
| 32    | Grécia            | 0    | 0     | 1      | 1   |
| 32    | México            | 0    | 0     | 1      | 1   |
| 32    | Eslovênia         | 0    | 0     | 1      | 1   |
| 32    | Uzbequistão       | 0    | 0     | 1      | 1   |
| 37    | Colômbia          | 0    | 0     | 0      | 0   |
|       | Total             | 39   | 40    | 38     | 117 |

Legenda
| Recorde mundial       | Recorde mundial (World record)               |                       | Recorde africano                      | Recorde africano (African) |                                           | Q | Classificado por posição (Qualified) |
| Recorde do campeonato | Recorde do campeonato (Championship record)  | Recorde da América    | Recorde da América (Americas)         | q                          | Classificado por melhor tempo (Qualified) |   |                                      |
| Melhor marca do ano   | Melhor marca do ano (World leading)          | Recorde asiático      | Recorde asiático (Asian)              | DNS                        | Não largou (Did not start)                |   |                                      |
| Recorde nacional      | Recorde nacional (National record)           | Recorde europeu       | Recorde europeu (European)            | DNF                        | Não terminou (Did not finish)             |   |                                      |
| Recorde pessoal       | Recorde pessoal do atleta (Personal best)    | Recorde da Oceania    | Recorde da Oceania (Oceania)          | DSQ / DQ                   | Desclassificado (Disqualified)            |   |                                      |
| Recorde da temporada  | Recorde da temporada do atleta (Season best) | Recorde sul-americano | Recorde sul-americano (South America) | NM                         | Sem marca (No mark)                       |   |                                      |